# VTiger CRM
vTiger CRM — система управления взаимоотношениями с клиентами (CRM) с открытым кодом (Open Source), написанная на PHP. Является форком SugarCRM, с 2008 года сама стала основой для множества форков. В отличие от классических CRM, позволяет автоматизировать не только продажи и поддержку, но и смежные аспекты работы — оплаты, ведение проектов, сервисные контракты, склад (ограниченно). Подходит для малых и средних предприятий, вовлеченных в бизнес типа B2B, особенно с длительным циклом продаж и B2C, особенно занимающихся оказанием услуг. vTiger CRM на связке технологий PHP+MySQL. Чаще всего развертывается на серверах под управлением Linux на стеке LAMP, реже под управлением Windows.

## Общие сведения о разработчике
vTiger — частная корпорация с офисами в Индии и США. Ориентируется на малые и средние предприятия, поставляет систему в двух вариантах: более функциональная SaaS, в первую очередь получающая все обновления и vTiger CRM Community, распространяемая бесплатно с открытым исходным кодом, скачана более 4,8 млн раз. Цель создания проекта, по словам разработчиков, состоит в том, чтобы обеспечить открытое CRM-решение с низкой стоимостью для малых и средних предприятий. Бесплатный вариант CRM приносит прибыль разработчикам несколькими способами:
- Переход пользователей Community версии на SaaS с платной подпиской (нет тарифных планов без оплаты)
- Комиссия при покупках в магазине расширений
- Плата от партнеров за право разместить свой логотип в разделе Авторизованные Партнеры

Важным преимуществом vTiger CRM является активное сообщество разработчиков. Благодаря ему существует множество дополнительных бесплатных и коммерческих модулей, а сама система переведена на многие языки и адаптирована для реалий бизнеса в разных странах.

### Российские версии
Существует несколько русскоязычных версий vTiger CRM в том числе в виде SaaS-решений, основанных на одной локализации.
- SalesPlatform CRM — форк vTiger CRM от компании «Виртуальные инфраструктуры предприятий», в котором проведена глубокая работа над локализацией на уровне программного кода системы, исправлены ошибки английской версии и добавлены дополнительные возможности с учетом особенностей российского бизнеса.
- SalesPlatform CRM (SaaS) — облачное решение на основе SalesPlatform CRM.
- SalesPlatform CRM PINfork — форк дистрибутива SalesPlatform CRM от компании PINstudio с исправлениями ошибок дистрибутива и дополнительным функционалом.
- crm4team CRM (SaaS) — облачное решение vTiger CRM от компании Vordoom с обновленным интерфейсом и дополнительными модулями на базе дистрибутива SalesPlatform CRM.

## Функции системы
Как и большинство других CRM-систем, обладает оперативной, аналитической и коллаборативной функциями.

### Оперативный блок vTiger CRM

#### Объекты системы vTiger CRM
Оперативный блок системы обеспечивает ввод и накопление данных по клиентам компании и истории взаимоотношений с ними, а также оперативный доступ к ним в процессе осуществления повторных контактов.
vTiger CRM автоматизирует большую часть рутинных операций по сбору информации, осуществляемых сотрудниками. Основными объектами системы являются:

- Обращения (Лиды) — первые деловые контакты, которые могут не привести к дальнейшем бизнес-действиям (заключению сделок, совершению продаж, послепродажному обслуживанию и т.д.);
- Контакты (Клиенты) — основные контакты, с которыми осуществляются бизнес-действия;
- Контрагенты (Компании) — отличаются от контактов тем, что представляют собой сообщество партнеров, объединенных, например, в компании, профессиональные союзы и т.д.
- Поставщики — партнеры, поставляющие для вашей компании товары или услуги; ваша компания также должна находиться в списке поставщиков.

Информация собирается в единой базе данных по определенным правилам, определяемым потребностями компании при решении её маркетинговых задач. Сбор данных осуществляется по всем стадиям взаимоотношений с клиентом (привлечение, продажи, послепродажное обслуживание). В системе предусмотрена возможность добавления собственных пользовательских полей, что обеспечивает пользователю возможность фиксировать любые интересующие его данные о клиенте.

#### Ввод данных
Ввод данных может осуществляться как служащими компании, так и самим клиентом, через Web-сайт при регистрации или покупке. Для этого предусмотрен дополнительный модуль — «Web form».
Данная система относится к web-системам. Даже если офисы разделены географически, остаётся возможность межофисного обмена данными. Такие средства синхронизации данных могут быть полезны также для обеспечения эффективной работы менеджеров, работающих с клиентами на выезде и использующих переносные компьютеры.
Для работы с заявками, поступающими от клиентов в ходе пост продажного обслуживания, предусмотрен модуль "Портал Клиента" — «Customer Portal».

#### Информация о клиенте
Другой важной функцией оперативного блока CRM-системы является обеспечение оперативного доступа к информации о клиенте в ходе контакта с ним в процессе продаж и сервисного обслуживания. Доступ обеспечивается для всех подразделений компании с учётом их потребностей.
В vTiger CRM информация о клиенте, кроме полей в модулях контактов, контрагентов и т.д., поддерживается модулями: 

- сделки — интерес потенциального клиента к предложению вашей компании;
- предложения — коммерческие предложения для потенциальных клиентов;
- счета — счета, подготовленные для клиентов;
- заказы на продажу — заказы, полученные от клиентов;
- заказы на закупку — ваши заказы на закупку товаров и услуг;
- каталоги — прайс-листы вашей продукции;
- заметки — практический инструмент для добавления дополнительной информации к контактам, контрагентам, зацепкам, сделкам, продуктам, счетам, и заказам на продажу и закупку;
- продукты — продукты вашей компании;
- сервисы — услуги вашей компании;
- сервисные контакты — информация о клиентах, пользующихся сервисами компании;
- менеджер PBX — модуль интеграции vTiger CRM с Asterisk;
- заявки — запрос клиента на обслуживание любого рода, который возник после продажи;
- ЧаВо (FAQ) — список вопросов и ответов на эти вопросы, когда предполагается, что вопросы являются типовыми и часто задаваемыми.

#### Планирование задач
Помимо этого, оперативный блок CRM-системы поддерживает функции планирования задач для менеджеров, учитывающий виды и время взаимодействия с клиентами. То есть vTiger CRM выступает в качестве органайзера, подсказывающего менеджеру, когда, с кем и по какому поводу следует связаться, какие действия по осуществлению процесса продажи и сервисного обслуживания он должен выполнить в ближайшее время.
Для достижения данных целей в Тигре предусмотрены следующие модули:

- календарь — модуль, позволяющий хранить информацию о встречах и звонках, и задачах, стоящих перед менеджерам;
- заметки — практический инструмент для добавления дополнительной информации к контактам, контрагентам, зацепкам, сделкам, продуктам, счетам, и заказам на продажу и закупку;
- управление проектами (появился в версии vTiger CRM 5.2.0) – позволяет учитывать виды и время взаимодействия с клиентами.

### Аналитический блок vTiger CRM
Аналитический блок vTiger предназначен для проведения анализа данных, характеризующих взаимодействие компании с отдельными клиентами и их группами, выделенными по различным признакам, оценки эффективности маркетинговых акций и качества работы менеджеров по обслуживанию клиентов.
В системе vTiger существуют два инструмента представления результатов – в виде графиков и в виде отчетов.

### Коллаборативный блок vTiger CRM
Коллаборативный блок CRM-системы предназначен для организации комплексного взаимодействия различных подразделений компании, её партнеров и клиентов.
Основной функцией коллаборативного блока является организация совместной, согласованной работы нескольких подразделений компании при взаимодействии с клиентами. Основой для этого является единая база данных vTiger, из которой все участники бизнес-процессов взаимодействия с клиентами черпают необходимую информацию.
Согласованная работа между различными подразделениями организации в vTiger достигается средствами администрирования данных. Для этого организуется запрет на проведение действий в системе, исходя, например, из следующих соображений:

- коллега из отдела продаж определенно не будет испытывать удовольствия, если кто-то изменит клиентские данные;
- персональная информация остается конфиденциальной, только если другим коллегам не позволено её просматривать;
- руководство компании не хочет, чтобы все сотрудники могли просматривать значения выручки;
- только одному пользователю позволяется изменять каталог продуктов и услуг.

## Расширения
Пользователи системы часто используют сторонние модули, для расширения функционала системы. Некоторые модули поставляются разработчиками vTiger CRM бесплатно, но большинство разработано сторонними компаниями. Большая часть модулей доступна в магазине приложений, но некоторые разработчики не публикуют свои расширения, т.к. по правилам магазина расширения не должны модифицировать исходный код vTiger CRM.

### Расширения от vTiger
- Коннектор для Microsoft Exchange;
- Интеграция с Asterisk. Позволяет инициировать звонки из CRM, а также сохранять данные о звонкам в CRM, включая аудиозапись разговора;
- Интеграция с Microsoft Outlook;
- Пользовательский портал. Позволяет клиентам работать в CRM в качестве пользователей с ограниченными правами.

### Сторонние расширения
На начало 2018 года в официальном магазине расширений доступно более 80 плагинов, стоимостью от $0 до $300 (в среднем $100). Основные типы плагинов
- Локализация (переводы и инструменты для перевода);
- Интеграция со сторонними системами (Google, виртуальные АТС, карты, поисковые движки, облачные хранилища файлов);
- Улучшения внешнего вида (различные цвета для списков, доска kanban, различные виджеты);
- Генераторы документов и отчетов;

Отдельно упоминания заслуживает дизайнер бизнес-процессов, позволяющий в визуальном режиме автоматизировать рутинные операции без привлечения программистов. Из-за глубоких модификаций, которые он вносит в систему, этот плагин не представлен в официальном магазине приложений.